# Валленгорст
Валленгорст (нім. Wallenhorst) — сільська громада в Німеччині, розташована в землі Нижня Саксонія. Входить до складу району Оснабрюк.
Площа — 47,18 км2. Населення становить 22 867 ос. (станом на 31 грудня 2021).